# Balayage
Der Balayage (le balayage: das Kehren, das Fegen, von balayer: kehren, fegen) ist eine Technik in der Haarfärbung, die in den späten 2010er Jahren beliebt wurde. In der Folge wurde der Name auch auf die damit geschaffenen (Langhaar)-Frisuren übertragen.

## Beschreibung
Im Gegensatz zu den herkömmlichen Varianten, wo entweder das gesamte Haupthaar mit einer Farbe durchgefärbt wird oder wo viele kleine Haarsträhnen als Kontrast zum übrigen Haar mit Farbe behandelt werden, wird bei einem Balayage die Haarfarbe mit einem Pinsel freihändig und unterschiedlich stark aufgemalt, um dem Haar ein weiches und natürliches Aussehen zu verleihen. Dafür werden nur die Längen und Spitzen durchfärbt, nicht aber der Haaransatz, und die Farbe wird fließend und verlaufend auf die Strähnen aufgetragen, wodurch mit zunehmendem Haarwachstum kein ungefärbter Ansatz entsteht, der nachgefärbt werden muss.
Eine weitere Besonderheit des Balayage ist, dass die Haarsträhnen mit mehreren Farben bepinselt werden können, um Partien mit helleren oder dunkleren Nuancen zu betonen und damit Gesichtszüge hervorzuheben oder zu schattieren.
Grundsätzlich kann die Balayage-Technik bei jeder Frisur angewandt werden, sofern die Haare lang genug sind, damit der Effekt auch zur Geltung kommt, was jedenfalls bereits bei Kurzhaarschnitten wie einem längeren Pixie zutrifft. Typischerweise werden aber überwiegend Langhaarfrisuren mit einem Balayage versehen.

## Geschichte
Diese Färbetechnik verbreitete sich um 2010 an der Ostküste der Vereinigten Staaten und wurde dort als Downtown-Blond populär. Anfangs bezahlte man für eine trendige Frisur bis zu 1.500 Dollar. Quellen verweisen auf Frankreich als das Ursprungsland des Balayage. Die in Paris ansässige Dessange Hair Academy entwickelte im Jahr 1953 die Grundlagen und konnte Brigitte Bordeaux als Model gewinnen. In den frühen 1970ern entdeckten Friseure im legendären Pariser Salon Carita die Freihandtechnik des Balayage, sie arbeiteten anfangs aber mit Wattestreifen, um behandelte und unbehandelte Strähnen auseinanderzuhalten.